# Amphimallon menori
Amphimallon menori är en skalbaggsart som beskrevs av Baguena 1955. Amphimallon menori ingår i släktet Amphimallon och familjen Melolonthidae. Inga underarter finns listade i Catalogue of Life.